# Janovce
Janovce est un village de Slovaquie situé dans la région de Prešov.

## Histoire
Première mention écrite du village en 1261.

## Démographie

### Évolution de la population
| Année:               | 1994. | 2004.   | 2014.   | 2024.    |
| -------------------- | ----- | ------- | ------- | -------- |
| Nombre de personnes: | 403   | 419     | 433     | 479      |
| Différence:          |       | +3,97 % | +3,34 % | +10,62 % |

| Année:               | 2023. | 2024.   |
| -------------------- | ----- | ------- |
| Nombre de personnes: | 470   | 479     |
| Différence:          |       | +1,91 % |